# 242
Évszázadok: 2. század – 3. század – 4. század
Évtizedek: 190-es évek – 200-as évek – 210-es évek – 220-as évek – 230-as évek – 240-es évek – 250-es évek – 260-as évek – 270-es évek – 280-as évek – 290-es évek
Évek: 237 – 238 – 239 – 240 –  241 – 242 – 243 – 244 – 245 – 246 – 247

## Események

### Római Birodalom
- Caius Vettius Gratus Atticus Sabinianust és Caius Asinius Lepidus Praetextatust választják consulnak.
- III. Gordianus császár és apósa, Timesitheus jelentős haderőt gyűjt össze Syriában, hogy visszafoglalják a perzsák által megszállt Észak-Mezopotámiát. A szükséges csapatokat a rajnai és dunai határt ellenőrző légióktól veszik, így a birodalom északi határain gyakoribbá válnak a barbár betörések. Maga Timesitheus is útban kelet felé, Trákiában legyőz egy fosztogató barbár sereget.
- A hadjárathoz csatlakozik a neoplatonista filozófus Plótinosz is, annak reményében, hogy így megismeri a perzsa és indiai tanításokat.

### Perzsia
- Meghal I. Ardasír, a Szászánida Birodalom alapítója. Utóda fia, I. Sápur, akivel mér két évvel korábban megosztotta a hatalmat.

## Születések
- Saloninus, római császár

## Halálozások
- I. Ardasír, szászánida király
- Ammóniosz Szakkasz, görög filozófus

## Fordítás
- Ez a szócikk részben vagy egészben  a(z)   242 című angol Wikipédia-szócikk ezen változatának fordításán alapul.  Az eredeti cikk szerkesztőit annak laptörténete sorolja fel. Ez a jelzés csupán a megfogalmazás eredetét és a szerzői jogokat jelzi, nem szolgál a cikkben szereplő információk forrásmegjelöléseként.